# 托塔湖
5°32′N 72°55′W / 5.54°N 72.92°W

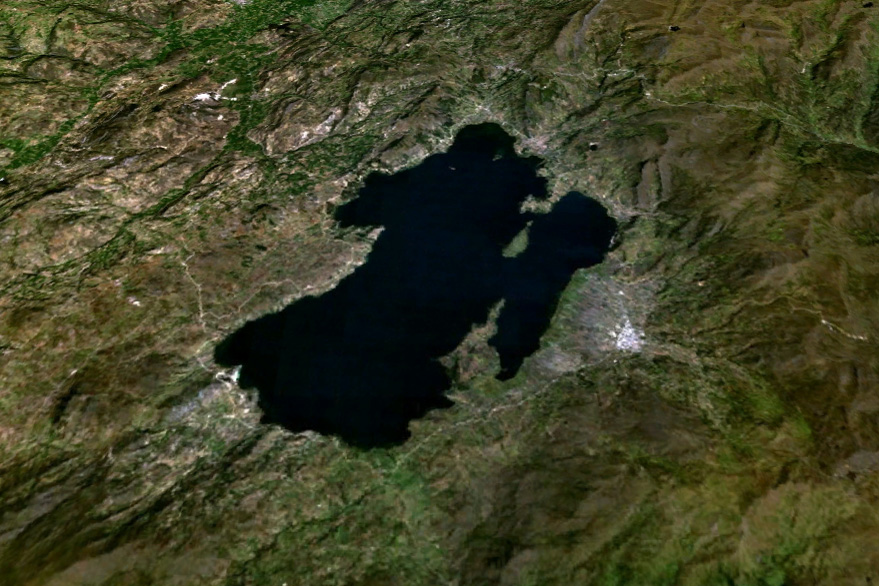

托塔湖是哥倫比亞的湖泊，由博亞卡省負責管轄，長12公里、寬7.2公里，面積55平方公里，海拔高度3,015米，平均水深58米，湖岸線長度47公里，最大水深62米。